# Veit Graber
Veit Graber, född den 2 juli 1844 i Weer, död den 3 mars 1892 i Rom, var en österrikisk zoolog.
Graber var professor vid universitetet i Czernowitz. Han är främst känd genom en rad arbeten över insekternas anatomi och embryologi. Bland Grabers mera populära skrifter märks det förtjänstfulla arbetet Die Insekten (2 band, 1877-1879).